# Utterstocktjärnarna (Sorsele socken, Lappland, 727974-158448)
Utterstocktjärnarna är en sjö i Sorsele kommun i Lappland och ingår i Umeälvens huvudavrinningsområde. Sjön har en area på 0,222 kvadratkilometer och ligger 357 meter över havet.

## Delavrinningsområde
Utterstocktjärnarna ingår i det delavrinningsområde (727942-158594) som SMHI kallar för Ovan 727704-158232. Medelhöjden är 379 meter över havet och ytan är 18,2 kvadratkilometer. Det finns inga avrinningsområden uppströms utan avrinningsområdet är högsta punkten. Idbäcken som avvattnar avrinningsområdet har biflödesordning 3, vilket innebär att vattnet flödar genom totalt 3 vattendrag innan det når havet efter 327 kilometer. Avrinningsområdet består mestadels av skog (77 procent). Avrinningsområdet har 0,99 kvadratkilometer vattenytor vilket ger det en sjöprocent på 5,4 procent.